# The Pez Collection
The Pez Collection is een verzamelalbum van de Amerikaanse ska-punkband Less Than Jake dat werd uitgegeven op cd. Het album werd uitgegeven op 14 oktober 1999 door Moon Ska Europe in het Verenigd Koninkrijk, Capitol Records in Japan en Rapido in Australië. Het bevat nummers van de eerste drie studioalbums van de band en nummers van de vroegste ep's en singles.

## Nummers
Tracks 3-5, 8-9, 15, 19 en 23-24 zijn van het eerste studioalbum Pezcore (1995). Tracks 2, 14, 16 en 21 komen van het tweede studioalbum Losing Streak (1996). Tracks 1, 6, 13 van het derde studioalbum Hello Rockview (1998). Tracks 7 en 10 komen van de single "Rock-N-Roll Pizzeria" (1995). Track 11 is van de ep Making Fun of Things You Don't Understand (1995). Tracks 12 en 20 zijn te horen op het verzamelalbum Losers, Kings, and Things We Don't Understand (1995) en is voor het eerst uitgegeven op het compilatiealbum Six Pack To Go (1995) van Stiff Pole Records. Tracks 17 en 18 verschenen oorspronkelijk op de ep Greased (1997). Track 22 komt van de single "Birthday Cake" (1998) en verscheen daarvoor op het compilatiealbum Joey Vindictive Presents... That Was Now, This is Then (1997) van V. M. L. Records.
1. "Al's War" - 3:04
2. "Johnny Quest Thinks We're Sellouts" - 2:50
3. "My Very Own Flag" - 2:47
4. "Liquor Store" - 2:44
5. "Jen Doesn't Like Me Anymore" - 2:51
6. "Last One Out of Liberty City" - 1:58
7. "Son of Dick" - 1:28
8. "Where the Hell is Mike Sinkovich?" - 2:13
9. "Robo" - 1:34
10. "Rock n' Roll Pizzeria" - 2:00
11. "Whipping Boy" - 3:04
12. "867-5309/Jenny" (cover van Tommy Tutone) - 2:08
13. "Cheeze" - 1:18
14. "Automatic" - 2:03
15. "Growing Up on a Couch" - 2:31
16. "Just Like Frank" - 1:51
17. "You're The One That I Want" - 2:11
18. "We Go Together" - 1:47
19. "Soundcheck" - 1:43
20. "Fucked" - 1:19
21. "Mixology of Tom Collins" - 2:06
22. "This is the Modern World" - 2:03
23. "Short on Ideas" - 1:43
24. "One Last Cigarette" - 2:30